# Głębokie Pole COSMOS
Głębokie Pole COSMOS – obraz najbardziej pustego fragmentu nieba z przeglądu UltraVISTA.  Zdjęcie fragmentu nieba w gwiazdozbiorze Sekstansa jest złożeniem ponad sześciu tysięcy pojedynczych ekspozycji w podczerwieni o łącznym czasie obserwacji 55 godzin, wykonanych przy pomocy teleskopu VISTA. 
Teleskop VISTA w Obserwatorium ESO Paranal w Chile jest największym na świecie teleskopem do przeglądów nieba i najmocniejszym istniejącym teleskopem do przeglądów w podczerwieni. Zdjęcie pokrywa 1,5 stopnia kwadratowego nieba, obszar około ośmiu tarcz Księżyca w pełni i ukazuje ponad 200 000 galaktyk. Fotografia z przeglądu UltraVISTA jest najgłębszym podczerwonym obszarem nieba o takiej wielkości. Takie wielogodzinne obserwacje jednego wybranego fragmentu nieba astronomowie nazywają głębokimi obserwacjami pola. Badany przez VISTA fragment nieba był do tej pory intensywnie badany przez wiele różnych teleskopów (m.in. przez Kosmiczny Teleskop Hubble'a) w innych zakresach długości fali. 
Dokładne zbadanie zdjęcia ukazało astronomom dziesiątki tysięcy wcześniej nieznanych czerwonawych obiektów, rozmieszczonych pomiędzy liczniejszymi galaktykami w jaśniejszym kolorze. Są to w większości bardzo odległe galaktyki. Analiza pola COSMOS, w połączeniu ze zdjęciami z innych teleskopów, ujawniły istnienie wielu galaktyk zaobserwowanych w stanie, w jakim były, gdy Wszechświat miał poniżej jednego miliarda lat.
Ze względu na rozszerzanie się Wszechświata światło odległych obiektów przesuwa się w stronę fal dłuższych. W przypadku światła pochodzącego od najodleglejszych galaktyk, oznacza to przesunięcie do podczerwonej części widma w momencie dotarcia światła do Ziemi. Jako bardzo czuły teleskop do obserwacji w podczerwieni wraz z szerokim polem widzenia VISTA ma unikalne zdolności dostrzegania dalekich galaktyk z wczesnego Wszechświata. Badając galaktyki ze światłem przesuniętym ku czerwieni na coraz dalszych odległościach, astronomowie mogą badać w jaki sposób się tworzyły i ewoluowały w trakcie historii kosmosu.